# Лузітанія (судно)
«Лузітанія» — британський океанський лайнер компанії «Cunard Line», побудований компанією «John Brown & Company» в місті Клайдбанк, Шотландія. Його спущено на воду 7 червня 1906 року. «Лузітанія» та однотипне з нею судно «Мавританія» були збудовані, щоб конкурувати з тодішніми німецькими океанськими лайнерами. У 1907 році вони були найшвидшими лайнерами того часу.
7 травня 1915 року «Лузітанію» торпедував німецький підводний човен U-20 — і судно затонуло після того, як сильний внутрішній вибух знищив правий бік його носової частини. Загинуло 1198 людей, з них понад 100 американських громадян. Потоплення «Лузітанії» ще більше налаштувало громадську думку США проти політики Німеччини і зокрема, проти необмеженої підводної війни. Воно зіграло вирішальну роль у подальшому вступі Сполучених Штатів до Першої світової війни 17 квітня 1917 року.